# Broméliaformák
A broméliaformák (Bromelioideae) a perjevirágúak (Poales) rendjébe sorolt broméliafélék (Bromeliaceae) névadó alcsaládja mintegy 40 természetes nemzetséggel és egy intergenerikus hibriddel.

## Származásuk, elterjedésük
Az újvilági trópusok flórabirodalmának növényei.

## Megjelenésük, felépítésük
Ebben az alcsaládban a termő alsó állású. A magokon nincs semmilyen függelék.

## Életmódjuk, élőhelyük
A fajok egyik nagy csoportja a talajban gyökerezik, a másik nagy csoport epifiton. A talajban gyökerező fajok között a nedvesség- és hőigényestől a szárazságtűrőkig igen változatos igényűeket találhatunk.

## Rendszertani felosztásuk
Nemzetségek:
- Acanthostachys
- lándzsarózsa (Aechmea),[1] vagy urnavirág[1]
- ananász (Ananas)
- Androlepis
- Araeococcus
- bilbergia (Billbergia)[2]
- bromélia (Bromelia)[3]
- Canistropsis
- Canistrum
- levélcsillag (Cryptanthus)[4] rejtettvirág[4]
- Deinacanthon
- Disteganthus
- Edmundoa
- Eduandrea
- Fascicularia
- Fernseea
- Forzzaea
- Greigia
- Hohenberg-bromélia (Hohenbergia)[5]
- Hohenbergiopsis
- Hoplocryptanthus
- Hylaeaicum
- Krenakanthus
- Lapanthus
- Hoplocryptanthus
- Lymania
- Neoglaziovia
- Regel-bromélia (Neoregelia)[6]
- fészektőrózsa (Nidularium)[7]
- Ochagavia
- Orthocryptanthus
- Orthophytum
- Portea
- Pseudaechmea
- Pseudananas
- Quesnel-bromélia (Quesnelia)[8]
- Rokautskyia
- Ronnbergia
- Sincoraea
- Ursulaea
- Wittmackia
- Wittrockia

Intergenerikus hibrid: × Niduregelia

## Gazdasági jelentőségük
Több faj fontos élelmiszernövény, mint például az ananász (Ananas comosus).
Sok fajt dísznövénynek termesztenek.